# Institut Strelka
L’Institut Strelka pour les médias, l'architecture et le design est un projet éducatif international à but non lucratif fondé à Moscou en 2009 par Ilya Oskolkov-Tsentsiper. 
Strelka comprend un programme d'éducation sur l'urbanisme et le développement urbain destiné aux professionnels de formation supérieure, un programme d'été public, la maison d'édition Strelka Presse, et KB Strelka, le pôle conseil de l'Institut. Strelka a été classé parmi les 100 meilleures écoles d'architecture en 2014, selon le magazine Domus,.
Le mouvement actuel en faveur de l'urbanisme à Moscou a été dynamisé depuis ces dernières années par l'Institut Strelka ainsi que par le magazine Village.